# Política comercial común de la Unión Europea
La Política Comercial Común (PCC) es una de las más relevantes políticas comunitarias que la Unión Europea, tercera potencia comercial del mundo, despliega en el ámbito de su acción exterior. Basada en un conjunto de normas reguladoras y de acciones políticas en el ámbito del comercio internacional, la política comercial ordena las relaciones comerciales de la Unión y sus Estados miembros con el resto del mundo. Sus principales objetivos son la promoción y protección de los intereses europeos y de sus empresas en el comercio mundial y la facilitación y el desarrollo armónico del libre intercambio comercial en el mundo, vía la Organización Mundial del Comercio, así como el de velar por que dicho proceso se desarrolle en las condiciones más equilibradas y equitativas posibles, apoyando el desarrollo de los países menos favorecidos en el marco de sus relaciones bilaterales, por medio de los acuerdos y medidas preferenciales.

## Comercio internacional

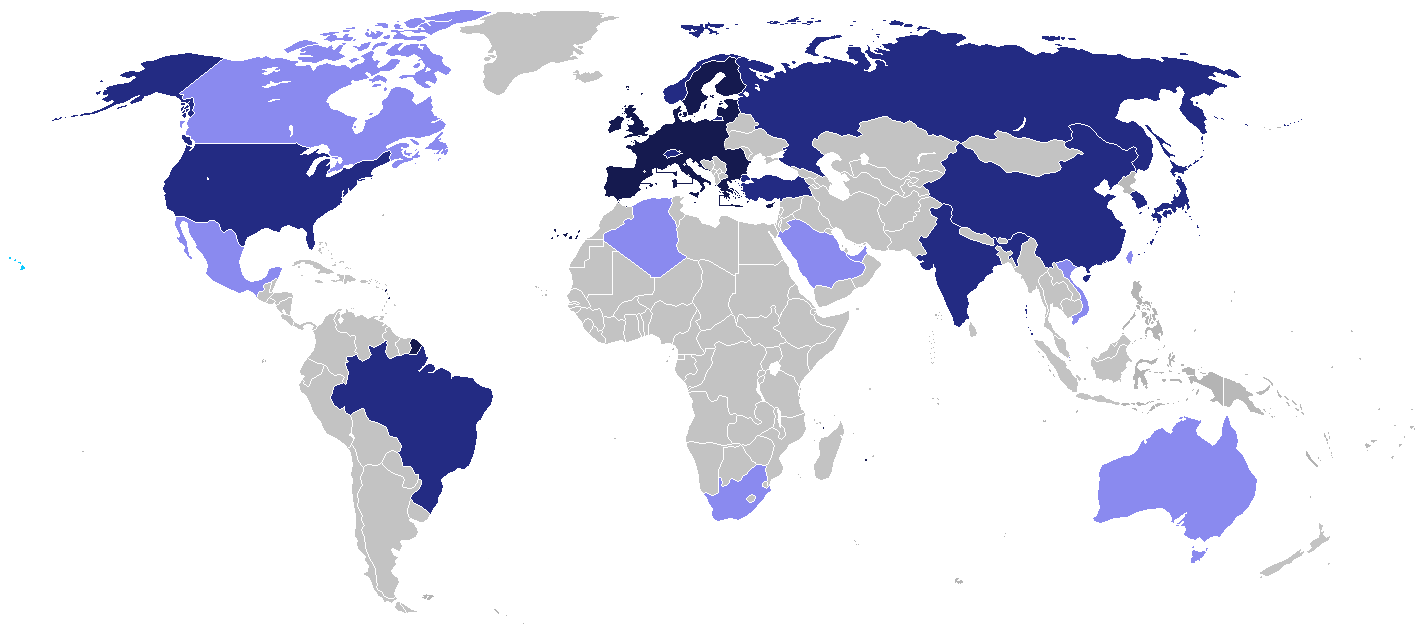
Unión Europea.
10 mayores socios comerciales de la UE (2010).
Socios comerciales 11-20 de la UE (2010).

La UE es miembro de la Organización Mundial del Comercio (OMC) desde el 1 de enero de 1995, y a su vez, los 27 Estados miembros de la Unión son miembros de la OMC. Es importante destacar que la UE es la primera potencia comercial del planeta, ya que representa más del 20% del comercio internacional (importaciones y exportaciones). En su interior, Alemania tiene el mayor mercado de la Unión atendiendo a su PIB.
La UE es el principal socio comercial de Rusia, la mayoría de países africanos, los países europeos no pertenecientes a la UE y, a partir de 2005, también de la República Popular China, con la que las transacciones superan los 100 000 millones de euros al año.
La UE ha señalado que está interesada en cerrar acuerdos de libre comercio con los países latinoamericanos, los cuales están integrados en varios grupos regionales. Uno es la Comunidad Andina constituida por Bolivia, Colombia, Ecuador, y Perú, y otro es el SICA, a la vez que también ha celebrado acuerdos de cooperación con México y Chile, y está en negociaciones para la liberalización del comercio con el Mercosur. Las negociaciones entre la Unión Europea y el Mercosur comenzaron en 1995 y continúan hasta el día de hoy. El 21 de febrero, ambos bloques se reunieron en Asunción para concretar el acuerdo, sin embargo aún persisten ciertas diferencias.